# Вигранка (Люблінське воєводство)
Вигранка (пол. Wygranka) — село в Польщі, у гміні Клочев Рицького повіту Люблінського воєводства. Населення — 83 особи (2011).
У 1975-1998 роках село належало до Седлецького воєводства.

## Демографія
Демографічна структура станом на 31 березня 2011 року:
|          | Загалом | Допрацездатний вік | Працездатний вік | Постпрацездатний вік |
| -------- | ------- | ------------------ | ---------------- | -------------------- |
| Чоловіки | 45      | 9                  | 30               | 6                    |
| Жінки    | 38      | 9                  | 21               | 8                    |
| Разом    | 83      | 18                 | 51               | 14                   |